# Erich Gehmann
1. | Europameisterschaften    | 0 ×  | 0 × | 1 × |
| Deutsche Meisterschaften | 11 × | 4 × | 1 × |

| Europameisterschaften    | Europameisterschaften | Europameisterschaften |
| ------------------------ | --------------------- | --------------------- |
| Bronze                   | 1970 Bukarest         | Trap Team             |
| Deutsche Meisterschaften |                       |                       |
| Gold                     | 7 Mal                 | Trap                  |
| Silber                   | 3 Mal                 | Trap                  |
| Bronze                   | 1 Mal                 | Trap                  |
| Gold                     | 4 Mal                 | Trap Team             |
| Silber                   | 1 Mal                 | Trap Team             |

Erich Gehmann (* 15. Mai 1922 in Müllheim (Baden); † nach 1976) war ein deutscher Sportschütze im Wurfscheibenschießen in der Disziplin Trap.

## Leben und Karriere
Gehmann war Teilnehmer der Olympischen Spiele 1968 in Mexiko-Stadt und nahm am Trap-Wettkampf teil, er belegte Platz 38 mit 187 von 200 geworfenen Wurfscheiben. Zwei Jahre zuvor bei den Weltmeisterschaften in Wiesbaden belegte er den 12. Platz und wurde Sechster mit der Mannschaft. 1970 bei der Europameisterschaft in Bukarest wurde er Neunter im Einzelwettkampf und gewann die Bronzemedaille mit der Mannschaft, zu der auch Heinz Leibinger, Ludwig Roselius und Gerd Döppenschmidt gehörten. Er wurde elfmal Deutscher Meister, viermal Vizemeister und erhielt einmal Bronze bei Deutschen Meisterschaften im Zeitraum zwischen 1955 und 1976.